# Фурцев, Виктор Андреевич
Ви́ктор Фу́рцев (род. 17 июня 1996, Белгород) — российский гандболист, игрок гандбольного клуба «Чеховские медведи». Мастер спорта России.

## Достижения
- Чемпион России: 2015–2022
- Серебряный призёр чемпионата России: 2024
- Бронзовый призёр чемпионата России: 2023
- Бронзовый призер SEHA-лиги сезона: 2022–2023
- Победитель Кубка России: 2015–2016, 2018–2021, 2023.
- Обладатель Суперкубка России: 2015–2022.